# 님 침스키
님 침스키(Nim Chimpsky, 1973년 11월 19일 ~ 2000년 3월 10일)는 미국 오클라호마 영장류연구소의 유인원 언어 실험 프로젝트 님의 대상이 된 수컷 침팬지이다. 컬럼비아 대학교 심리학과 교수 허버트 테라스의 아이디어로 시작된 이 실험은, 언어는 인간에게만 내재된 능력이라는 노엄 촘스키의 주장에 반박하기 위한 것으로, 침팬지의 이름 역시 이를 비틀어서 지어졌다. 님 침스키는 맨해튼의 일반 가정에 입양되어 인간처럼 양육되며 수화를 배웠고, TV쇼에 출연하는 등 유명해졌다. 그러나 연구비 문제로 프로젝트는 4년 만에 중단되고, 님 침스키는 사육실, 의학생체실험 연구소, 동물보호소 등을 전전하다 27살이 되던 해 심장폐색으로 죽게 된다.

## 관련 도서
- Nim Chimpsky: The Chimp Who Would Be Human, Elizabeth Hess, 2008 (한국어판 - 님 침스키: 인간이 될 뻔했던 침팬지, 장호연 역, 2012)

## 같이 보기
- 알렉스 (앵무새)
- 코코 (고릴라)